# Барбур, Хейли
Хейли Ривз Барбур (англ. Haley Reeves Barbour; род. 22 октября 1947) — американский политик, бывший губернатор штата Миссисипи от Республиканской партии.
Получил национальную известность в августе 2005 года после урагана Катрина. Барбур был переизбран в 2007 году. Согласно местному законодательству, Барбур не может быть избран на новый срок и обязан оставить пост в 2011 году. До избрания губернатором был юристом и лоббистом. В 2009 году возглавил ассоциацию губернаторов-республиканцев.